# Edwin C. Johnson
Edwin C. Johnson (Scandia, 1884. január 1. – Denver, 1970. május 30.) az Amerikai Egyesült Államok szenátora (Colorado, 1937–1955).